# مكتب تايبيه الاقتصادي والتجاري جاكرتا
مكتب تايبيه الاقتصادي والتجاري جاكرتا إندونيسيا هو المكتب التمثيلي لجمهورية الصين (تايبيه) في جاكرتا عاصمة إندونيسيا، يعمل المكتب كسفارة بحكم الواقع في غياب العلاقات الدبلوماسية. كما أنه مسؤول عن العلاقات مع تيمور الشرقية.
يقع المكتب في مبنى آرثا غارها سوديرمان في منطقة سينايان في كيبايوران بارو في جاكرتا. الهيئة النظيرة في تايوان هي مكتب الاقتصاد والتجارة الإندونيسي إلى تايبيه.

## التاريخ
تأسست مكتب تايبيه الاقتصادي والتجاري في الأصل في أبريل 1971 لتكون الغرفة التجارية الصينية في جاكرتا، قبل اعتماد اسمه الحالي في عام 1989. هناك أيضًا مكتب في سورابايا تم افتتاحه في 18 ديسمبر 2015.

## الهيكل التنظيمي
- قسم الشؤون العامة.
- القسم الاقتصادي.
- قسم المعلومات.
- شعبة الوافدين في الخارج.
- قسم الخدمات.[4]

## المندوببن
- ديفيد لين (2003-2007).
- تيموثي يانج (أغسطس 2007 - 10 سبتمبر 2009).[5]
- أندرو هسيا (ديسمبر 2009 - 22 أكتوبر 2013).
- تشانغ ليانغ جين (22 يناير 2014 - ديسمبر 2016).
- جون س. سين (ديسمبر 2016 - ).